# برونیتسی
شهر برونیتسی (به روسی: Бронницы) در کشور روسیه و در اوبلاست مسکو واقع شده‌است.